# ديف توماس (كرة سلة)
ديف توماس (بالإنجليزية: Dave Thomas)‏ مواليد 4 ديسمبر 1976 في برامبتون، هو لاعب كرة سلة كندي معتزل. بدأ مسيرته الاحترافية في سنة 2001. يبلغ طوله 6 قدم 8 1⁄4 بوصة (2.0 م). لعب كرة السلة الجامعية في جامعة ولاية ميشيغان. اعتزل اللعب في 2009.

## المسيرة الاحترافية
لعب مع ملبورن يونايتد في الدوري الأسترالي من سنة 2003 إلى 2008، ثم لعب مع كيرنز تيبانز في سنة 2008، ثم لعب مع ملبورن يونايتد في الدوري الأسترالي في موسم 2008–2009.

## روابط خارجية
- ديف توماس على موقع الاتحاد الدولي لكرة السلة (الإنجليزية)
- ديف توماس على موقع كرة السلة الأوروبية.كوم (الإنجليزية)
- ديف توماس على موقع كلية كرة السلة في سبورتس رفرنس.كوم (الإنجليزية)
- ديف توماس على موقع ريلجم (الإنجليزية)
- ديف توماس على موقع سبورتس رفرنس (الإنجليزية)